# Antonín Mojžíš

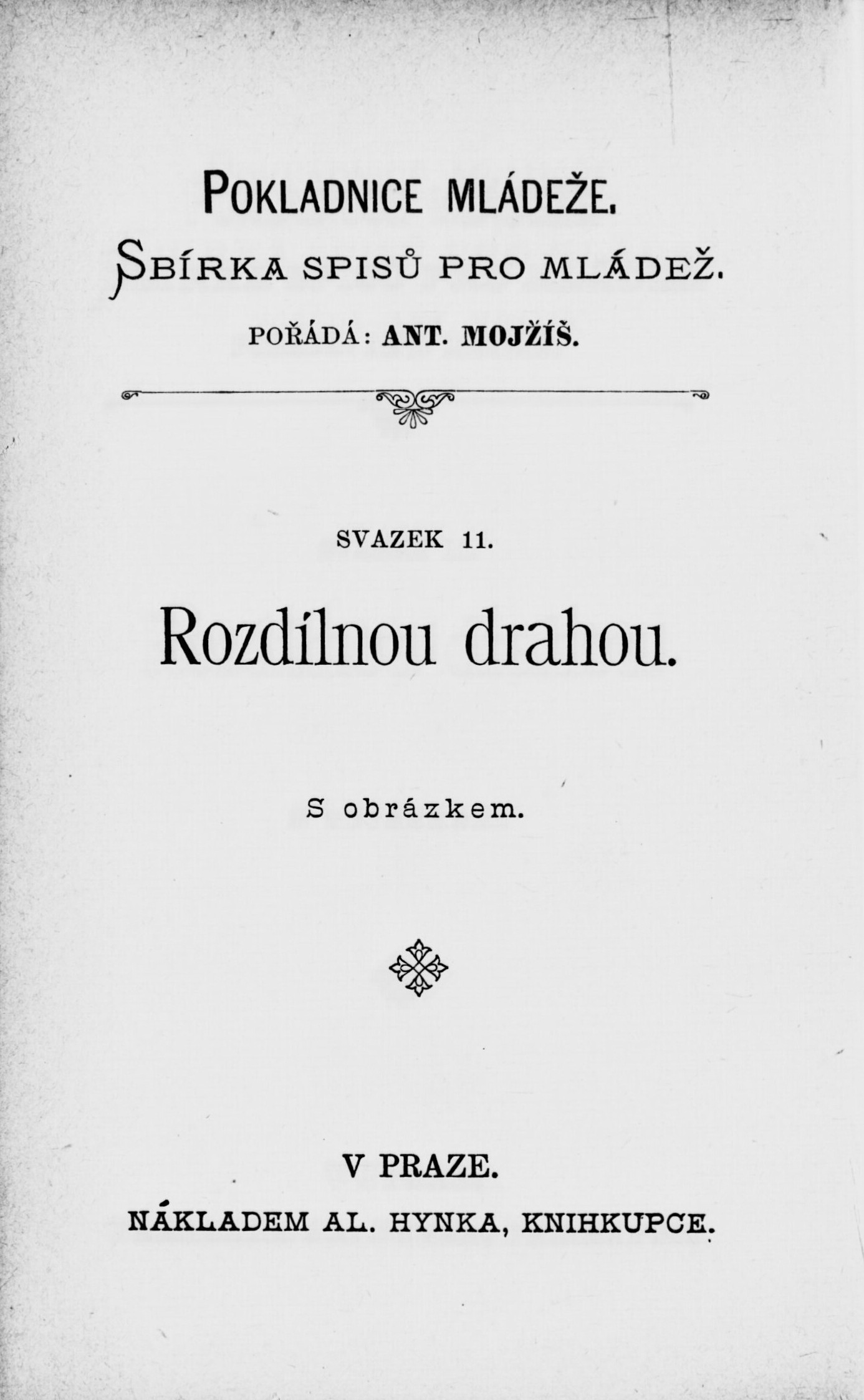
Pokladnice mládeže, sbírka spisů pro mládež, pořádá Anonín Mojžíš, 1892

Antonín Mojžíš, pseudonym A. M. Lounský a Václav Lípa (23. března 1856 Louny – 31. prosince 1927 Jindřichův Hradec), byl český pedagog, spisovatel a překladatel.

## Život
Antonín Mojžíš se narodil v Lounech v rodině kostelníka a měšťana Johana Mojžíše a jeho ženy Rozálie rodem Kubíčkové z Klapého. Antonín měl dvě mladší sestry, Annu (* 1859) a Terezii (* 1861). Po absolvování základního vzdělání odešel studovat pedagogiku do Hradce Králové, po ukončení vzdělávacího procesu zasvětil svůj život výuce na obecných školách.
Zprvu vyučoval na škole v rodných Lounech a poté byl přeložen do Karlína, kde vyučoval na české občanské dívčí škole. V roce 1882 založil a redigoval časopis Pokladnice mládeže. V Karlíně se koncem ledna roku 1883 oženil s Aloisií Srncovou. Po roce 1900 odešel do důchodu, který trávil v Jindřichově Hradci a v posledním dni roku 1927 byl raněn mrtvicí a následně zemřel.
Antonín Mojžíš provedl jeden z prvních překladů Robinsona Crusoa do češtiny.

## Dílo (výběr)
- 1882 Drobné povídky
- 1888 Kvítí z luhů vlasteneckých
- 1889 Zrcadlo slušnosti a ušlechtilých mravů: mládeži naší na cestu životem
  - České dítě (Výbor národních písní, říkadel, her, pohádek, hádanek, přísloví a pořekadel)
- 1899 České hádanky
- 1901 Návštěvou v dílnách (Hrnčířství. Obuvnictví. Kovářství. Řeznictví a uzenářství)
  - Návštěvou v dílnách. Díl II (Bednářství, krejčovství, zámečnictví a hodinářství)
- 1902 České národní hry
- 1903 Květy a klasy, Sbírka nápisů do památníku
  - Vínek ze spisů Fr. Lad. Čelakovského
- 1905 U babičky
- 1927 Babiččiny pohádky
- 1928 Dědečkovy pohádky